# Marina Nohalez
Marina Nohalez Caballero es una exdefensora del fútbol español. Jugó diez temporadas con el Levante UD en la Superliga española antes de retirarse en 2009.
Militó en la selección española femenina de fútbol y participó en la Eurocopa de 1997.